# Madeline Rooney
Pour les articles homonymes, voir Rooney.
Madeline Rooney, dite Maddie Rooney, (née le 7 juillet 1997 à Duluth dans l'État du Minnesota) est une joueuse  américaine de hockey sur glace évoluant dans la ligue féminine universitaire en tant que gardienne de but. Elle est la gardienne partante pour l'équipe nationale des États-Unis aux Jeux olympiques de Pyeongchang en 2018 et remporte une médaille d'or dans une victoire au tir de fusillade contre le Canada, pour la première fois depuis 20 ans.

## Biographie

### En club
Maddie Rooney fréquente le lycée Andover, elle laisse pour sa dernière année le club féminin pour entrer dans le club masculin, où elle obtient à la fin de l'année un pourcentage d'arrêt de 91 %,.
Par la suite, elle entre à l'université dans l'équipe des Bulldogs de Minnesota-Duluth jouant dans l'Association Collégiale de Hockey de l'Ouest (WCHA) du championnat NCAA de Division I. Dans sa seconde année, elle accumule un pourcentage d'arrêt de 94,2 % et une moyenne de buts alloués par match de 1,65, respectivement quatrième et dixième meilleure performance du championnat NCAA.

### En équipe nationale
A l'âge de 19 ans, Maddie Rooney remporte sa première médaille d'or au  Championnat du monde 2017 en tant que seconde gardienne. Elle enregistre un blanchissage lors du seul match qu'elle joue, contre l'équipe russe au premier tour.
En 2018, elle est à nouveau sélectionnée pour jouer pour l'équipe nationale aux Jeux olympiques de Pyeongchang. Cette fois, elle est première gardienne et joue tous les matchs à l'exception d'un. Elle remporte l'ensemble de ses matchs sauf contre le Canada lors du tour de qualification. Elle prend sa revanche en finale, menant son équipe à la médaille d'or par sa prestation lors des tirs de fusillade où elle arrête Meghan Agosta 
lors du 6e et dernier tir. C'est la première victoire des États-Unis depuis 20 ans, mettant fin à une série de quatre médailles d'or des canadiennes.

## Statistiques

### En club
| Saison    | Équipe                       | Ligue |                            | Saison régulière           | Saison régulière           | Saison régulière           | Saison régulière           | Saison régulière           | Saison régulière           | Saison régulière           | Saison régulière           | Saison régulière           | Saison régulière           |                            | Séries éliminatoires       | Séries éliminatoires       | Séries éliminatoires       | Séries éliminatoires       | Séries éliminatoires       | Séries éliminatoires       | Séries éliminatoires       | Séries éliminatoires | Séries éliminatoires |
| Saison    | Équipe                       | Ligue | PJ                         | V                          | D                          | Pr/N                       | Min                        | BC                         | Moy                        | % Arr                      | Bl                         | Pun                        | PJ                         | V                          | D                          | Min                        | BC                         | Moy                        | % Arr                      | Bl                         | Pun                        |                      |                      |
| 2015-2016 | Bulldogs de Minnesota-Duluth | NCAA  | 19                         | 5                          | 12                         | 0                          | 1 019                      | 54                         | 3,18                       | 89,9                       | 2                          |                            |                            |                            |                            |                            |                            |                            |                            |                            |                            |                      |                      |
| 2016-2017 | Bulldogs de Minnesota-Duluth | NCAA  | 37                         | 25                         | 7                          | 5                          | 2 250                      | 62                         | 1,65                       | 94,2                       | 7                          |                            |                            |                            |                            |                            |                            |                            |                            |                            |                            |                      |                      |
| 2017-2018 | Bulldogs de Minnesota-Duluth | NCAA  | Statistiques indisponibles | Statistiques indisponibles | Statistiques indisponibles | Statistiques indisponibles | Statistiques indisponibles | Statistiques indisponibles | Statistiques indisponibles | Statistiques indisponibles | Statistiques indisponibles | Statistiques indisponibles | Statistiques indisponibles | Statistiques indisponibles | Statistiques indisponibles | Statistiques indisponibles | Statistiques indisponibles | Statistiques indisponibles | Statistiques indisponibles | Statistiques indisponibles | Statistiques indisponibles |                      |                      |
| 2018-2019 | Bulldogs de Minnesota-Duluth | NCAA  | 31                         | 12                         | 15                         | 4                          | 1 856                      | 87                         | 2,81                       | 91,9                       | 1                          | 0                          |                            |                            |                            |                            |                            |                            |                            |                            |                            |                      |                      |
| 2019-2020 | Bulldogs de Minnesota-Duluth | NCAA  | 35                         | 17                         | 12                         | 6                          | 2 151                      | 74                         | 2,03                       | 93                         | 5                          | 0                          |                            |                            |                            |                            |                            |                            |                            |                            |                            |                      |                      |

### En équipe nationale
| Année | Équipe     | Compétition          |   | PJ | V | D | Pr/N | Min | BC   | Moy  | % Arr | Bl | Pun           |  | Résultat |
| 2017  | États-Unis | Championnat du monde | 1 | 1  | 0 | 0 | 60   | 0   | 0    | 100  | 1     |    | Médaille d'or |  |          |
| 2018  | États-Unis | Jeux olympiques      | 4 | 2  | 1 | 1 | 258  | 5   | 1,16 | 94,6 | 1     |    | Médaille d'or |  |          |
| 2019  | États-Unis | Championnat du monde | 2 |    |   |   |      |     | 0    | 100  |       |    | Médaille d'or |  |          |
| 2022  | États-Unis | Jeux olympiques      | 2 | 1  | 1 | 0 |      |     | 3,07 | 84,6 |       |    | Médaille d'or |  |          |
| 2022  | États-Unis | Championnat du monde | 2 | 2  | 0 | 0 |      |     | 0,5  | 95   |       |    | Médaille d'or |  |          |